# 奧拉德阿提耶
35°32′N 2°10′E / 35.533°N 2.167°E
奧拉德阿提耶（阿拉伯语：‎），是阿爾及利亞的城鎮，位於該國東北部，由斯基克達省負責管轄，是奧拉德阿提耶區的首府，面積104平方公里，2008年人口为10,851人，人口密度每平方公里104人。